# Kabarett Leipziger Brettl
Das Kabarett Leipziger Brettl ist ein politisch-satirisches Kabarett in Leipzig.

## Geschichte
Gegründet wurde es im Jahre 1979 als Kabarett „Lindenauer Brettl“ durch Steffen Lutz Matkowitz. Er ist bis heute der künstlerische Leiter des Kabaretts. Im Jahre 1983 erfolgte ein Verbot des Kabaretts und damit die Schließung. Seit 1986 ist es unter Matkowitz als Leiter mit Gastspielen und Vortragsreisen in Westdeutschland, den Niederlanden, Belgien und Dänemark unterwegs. Es bestand seit 1986 bis zur Wende für Steffen Lutz Matkowitz ein Einreiseverbot in die Deutsche Demokratische Republik. Seit 1995 besteht wieder regulärer Spielbetrieb mit jährlich ca. 100 Vorstellungen in Leipzig und gehört zu den profiliertesten politisch-satirischen Solo-Kabaretts in Sachsen. Gastspiele führten und führen wieder durch Deutschland, Schweiz und Österreich. Die Pflege des literarischen Erbes der Leipziger Schriftstellerin Lene Voigt (1891–1962) ist ein fester Bestandteil der Programmkonzeption des Kabaretts. Im Bereich der Sonderprogramme wie "Hammer und Sichel", wird im geschichtlichen Abriss auf dem Boden des politisch-satirischen Kabaretts an die letzte Diktatur erinnert. Ungewöhnlich hoch erreichte das Programm "Hammer und Sichel" eine Aufführungszahl von fast 600 Vorstellungen. Seit Gründung des Kabaretts führt der künstlerische Leiter Steffen Lutz Matkowitz (dienstältestes Leipziger Kabarett-Original) Regie und verfasst den überwiegenden Teil der Texte.

## Gegenwart
Das Kabarett Leipziger Brettl hat sich die Pflege der herkömmlichen Form des Solokabaretts mit aktuellen politischen Themen und die Pflege des typisch sächsischen Kabaretts zum Ziel gesetzt.